# Thewekele
Un thewekele est une brioche allongée alsacienne. Ce mot alsacien peut se traduire en « petit pain pour le thé », suggérant qu'on le consomme pour le thé de l'après-midi.
Les thewekele sont fabriqués accolés les uns aux autres, par exemple en lots de huit, et sont séparés les uns des autres au moment de la vente en boulangerie ou au moment de les consommer. Ils sont dorés à l'aide d'un badigeon de jaune d'œuf.